# Motor (volk)
De Motor (Russisch: Моторы) zijn een verdwenen Samojeeds volk dat leefde op de noordelijke hellingen van de Sajan aan de Boven-Jenisej, in het gebied van de rivieren Toeba en Amyla, in het zuiden van de kraj Krasnojarsk en het westen van de oblast Irkoetsk. Samen met de Kamasinen en Sojoten maakten ze deel uit van de Sajan-Samojeden.
Ze spraken de nu uitgestorven taal Mator. 
De Motor hielden zich bezig met de rendierhouderij en als pelsjagers, en in sommige gevallen rundveehouderij. De jagers bezaten skies en met leer bespannen sleden, pijl-en-boog, speren en diverse middelen voor de jacht op wilde herten.
De Motor zijn in de 19e eeuw uitgestorven, deels door assimilatie met Chakassen en Russen, en als gevolg van een pokkenepidemie. In het begin van de 17e eeuw waren er naar schatting nog zo'n 700 Motor. In de 19e eeuw trokken de meeste Motor naar de Abakansteppe, waar ze grotendeels opgingen in de Chakassen. In de jaren veertig van de 19e eeuw waren er nog slechts een paar mensen die het Mator spraken, en aan het eind van de eeuw bestonden ze niet meer als onafhankelijke stam. 